# Liste der Baudenkmale in Groß Teetzleben
In der Liste der Baudenkmale in Groß Teetzleben sind alle denkmalgeschützten Bauten der Gemeinde Groß Teetzleben (Mecklenburg-Vorpommern) und ihrer Ortsteile aufgelistet. Grundlage ist die Veröffentlichung der Denkmalliste des Landkreises Mecklenburgische Seenplatte (Auszug) vom 20. Januar 2017.

## Baudenkmale nach Ortsteilen

### Groß Teetzleben
| ID  | Lage               | Bezeichnung                | Beschreibung | Bild       |
| --- | ------------------ | -------------------------- | ------------ | ---------- |
| 460 | Dorfstraße (Karte) | Kirche mit                 |              | Kirche mit |
| 460 |                    | Feldsteinmauer             |              |            |
| 460 |                    | Grabstätte G. und L. Stein |              |            |
| 461 | Dorfstraße (Karte) | Kriegerdenkmal 1914/18     |              |            |

### Lebbin
| ID  | Lage    | Bezeichnung           | Beschreibung | Bild           |
| --- | ------- | --------------------- | ------------ | -------------- |
| 616 | (Karte) | Kirche mit            |              | Weitere Bilder |
| 616 |         | Feldsteintrockenmauer |              |                |

## Quelle
- Karte der Baudenkmale im Geoportal des Landkreises